# Койтаський сільський округ
Койта́ський сільський округ (каз. Қойтас ауылдық округі, рос. Койтасский сельский округ) — адміністративна одиниця у складі Єрейментауського району Акмолинської області Казахстану. Адміністративний центр — село Койтас.
Населення — 337 осіб (2021; 470 у 2009, 781 у 1999, 1037 у 1989).
Станом на 1989 рік існувала Койтаська сільська рада (села Ажа, Койтас), з 1993 року — у складі Улентинського сільського округу. 2000 року було утворено Койтаський сільський округ.

## Склад
До складу округу входять такі населені пункти:
| Населений пункт | Колишні назви | Населення, осіб (1989) | Населення, осіб (1999) | Населення, осіб (2009) | Населення, осіб (2021) |
| --------------- | ------------- | ---------------------- | ---------------------- | ---------------------- | ---------------------- |
| Ажи, село       | Ажа           | 543                    | 357                    | 301                    | 270                    |
| Койтас, село    | -             | 494                    | 424                    | 169                    | 67                     |